# Saddam Hussein
Saddam Hussein Abd al-Majid al-Tikriti (arabiska: صدام حسين عبدالمجيد التكريتي, ṣaddām ḥusayn ʿabdu-l-maǧīd al-tikrītī), ofta kallad enbart Saddam, född 28 april 1937 i byn al-Auja nära Tikrit, död 30 december 2006 i Bagdad (avrättad genom hängning), var Iraks ledare, president och diktator från den 16 juli 1979 fram till april 2003. Han var vicepresident 1969–1979 under Ahmad Hasan al-Bakrs regeringstid samt premiärminister 1979–1991 och från 1994. Hans regim störtades den 9 april 2003 när amerikanska trupper under Irakkriget intog Bagdad och han fängslades den 13 december samma år efter att ha påträffats i ett gömställe utanför Tikrit. Den 5 november 2006 dömdes han till döden genom hängning för brott mot mänskligheten och avrättades den 30 december samma år.

## Uppväxt
Saddams far och bror dog båda i cancer innan han föddes och den traumatiserade modern skickade den lille åt sin bror Khairallah Talfah, som blev Saddams fosterfar. Tre år senare gifte modern om sig och tog tillbaka Saddam, men styvfadern behandlade honom illa. I åtta-nioårsåldern flydde Saddam till morbrodern.
Morbrodern Khairallah Talfah var nationalist och hade deltagit i det anglo-irakiska kriget 1941 och hans fientliga inställning till det brittiska inflytandet över landet kom att påverka även Saddam Hussein som tidigt visade ett intresse för politik och år 1957 gick med i det arabiskt socialistiska Baathpartiet. Det var en tid då Mellanöstern skakades av konflikter där progressiva, vänstersinnade krafter försökte störta de traditionella och konservativa styren som man menade var förbundna med europeiskt kolonialherravälde. Inte minst den form av vänsternationalism som förespråkades av Egyptens karismatiske president Gamal Abdel Nasser, med fokus på samhällelig modernisering och förkastandet av det som uppfattades som bakåtsträvande och kolonialt, fick inflytande på medlemmar i grupper som till exempel Baathpartiet.

## Politisk karriär

### Bakgrund
Efter att en grupp officerare ledda av general Abd al-Karim Qasim lyckades avsätta och även avrätta den probrittiske kung Faisal II i 1958 års militärkupp, där bland annat Baathpartiet deltog, stärktes partiets inflytande i landet. Monarkin avskaffades och Qasim utsåg sig själv till Iraks regeringschef. Av 16 ministrar i den nya regeringen tillhörde hela 12 Baathpartiet, som sökte Iraks enande med Förenade Arabrepubliken, men general Qasim själv var irakisk nationalist och stödde ej den panarabiska visionen. För att stärka sin egen maktposition allierade general Qasim sig istället med Irakiska kommunistpartiet, som på helt andra ideologiska grunder också var emot panarabismen. Det politiska läget föranledde att Baathpartiets ledarskap började planera ett attentat mot Qasim, men merparten av partimedlemmarna var vid tidpunkten akademiker eller statstjänstemän utan någon militär utbildning och mordförsöket som genomfördes den 7 oktober 1959, där Saddam Hussein var en av gärningsmännen, misslyckades. Många medlemmar i Baathpartiet flydde därefter till Syrien, partiets ideologiska hemvist, och Saddam kunde med hjälp av det landets Baathdominerade regering fly vidare till Egypten samma år. Qasimregimen dömde honom till döden i hans frånvaro.

### Vägen till makten

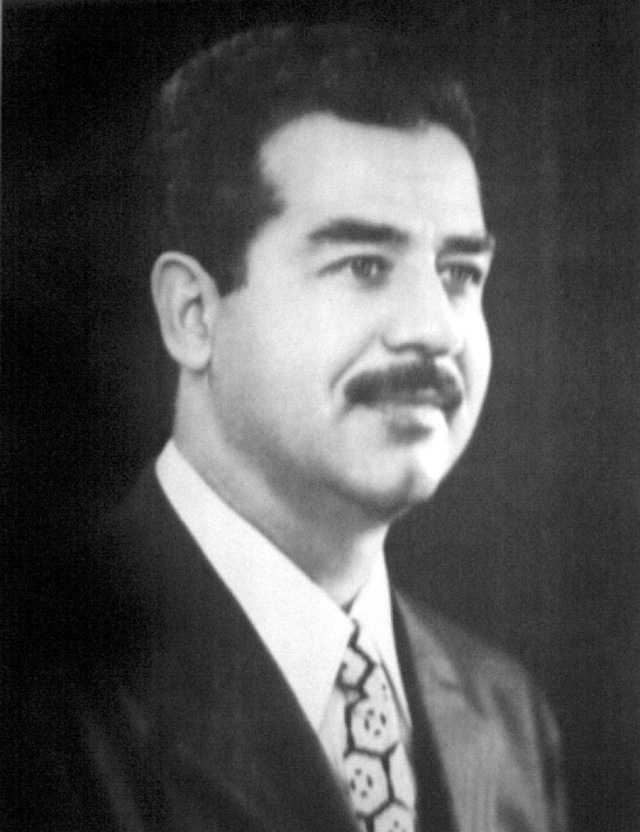
Saddam Hussein som irakiska Baathpartiets vice generalsekreterare 1974.

Under tiden i exil passade Saddam Hussein på att utbilda sig i juridik och egyptologi i Kairo. Efter kuppen i Irak den 8 februari 1963 återvände Saddam till sitt hemland för att bli utnämnd till chef för säkerhetstjänsten, men fängslades 1964 efter konflikter mellan president Abdul Salam Arif och Saddams kusin, premiärministern tillika vicepresidenten Ahmed Hassan al-Bakr. Baathpartiet förlorade maktkampen mot Arifs fraktion och Saddam satt i fängelse fram till 1967 då han lyckades fly. År 1968 deltog han vid sidan av al-Bakr i en CIA-stödd kupp, som störtade den då omkomne Arifs bror och efterträdare, Abdul Rahman Arif, vilket ledde den Tikritbaserade grenen av Baathpartiet till makten, en ställning som den skulle behålla i nästan 35 år. Efter kuppen utnämndes Saddam till vice ordförande i Revolutionära kommandorådet som al-Bakr lät inrätta under sin ledning, officiellt i väntan på kommande val. I praktiken var rådet, som styrdes av nio medlemmar av Baathpartiet, det högsta maktorganet i landet. Saddam Hussein utsågs officiellt till Iraks vicepresident 1969.

### Vicepresidentskap
Under tiden som vicepresident visade Saddam stora maktambitioner och verkställde en stor del av den åldrande presidenten al-Bakrs beslut, bland annat ett försvarsfördrag med Sovjetunionen 1972, varefter länderna i Warszawapakten blev de största vapenleverantörerna till Irak. År 1973 erhöll han den militära graden general trots att han aldrig hade tjänstgjort i militären. Året därpå skrev han under ett konstitutionstillägg som gav den kurdiska minoriteten i landet självstyre och ett eget regionalt parlament. Från mitten av 1970-talet överlät president al-Bakr, som hade drabbats av sjukdom och familjetragedier, allt mer makt till sin vicepresident och kring 1977 hade Saddam Hussein tagit kontroll över regeringen, underrättelsetjänsten samt partikommittéerna och därmed blivit landets egentlige ledare.
Ahmed Hassan al-Bakr inledde 1978 förhandlingar med Syrien om en union mellan de två länderna där det föreslogs att Syriens president Hafez al-Assad skulle bli vicepresident i den nya unionen och al-Bakr dess president. Unionsfördraget skulle träda i kraft i juli 1979 och oundvikligen leda till att Saddam Hussein skulle förlora sin maktposition. Denne bestämde sig därför att tiden var mogen att agera. Genom sitt inflytande placerade han ut trogna män inom militär, stat och parti och genomförde den 16 juli 1979 det som i omvärlden skulle benämnas som en statskupp. al-Bakr uppmanades att avgå frivilligt och accepterade, varpå Saddam efterträdde honom som Iraks president, ordförande för Revolutionära kommandorådet, irakiska Baathpartiets generalsekreterare samt överbefälhavare. Partimedlemmar som misstänktes vara allierade med syriska intressen avrättades kort efter maktskiftet. Den 22 juli 1979 samlades runt 400 högt uppsatta medlemmar av Baathpartiet på ett sammanträde där Saddam Hussein, inför rullande tv-kameror, berättade att planer för ett kuppförsök hade avslöjats. En efter en anklagades plötsligt flera av åhörarna för delaktighet i komplotten varpå vakter från Iraks hemliga polis ledde dem ut ur salen medan övriga närvarande i tystnad såg på.

## Tiden som diktator
Efter den egyptiske presidenten Gamal Abdel Nassers död 1970 ansåg sig Saddam Hussein vara arabvärldens självklara ledare, men hade i realiteten få allierade i regionen. Han var inspirerad av historiska ledare som Saladin och Nebukadnessar II och beundrade även Josef Stalin. Hans regeringstid kom snart att utvecklas till ett brutalt förtryck av och mord på potentiella motståndare eller etniska och religiösa grupper som kunde förväntas kräva autonomi, främst kurder och shiiter. Saddams styre kom att bygga på hans egen sunnitiska klan från Tikrit och endast ett fåtal inom hans innersta krets kom från utomstående eller övriga grupper, bland annat Tariq Aziz (kristen) och Mohammed Amza Zubeidi (shiamuslim).

### Kriget med Iran och kurdiska uppror

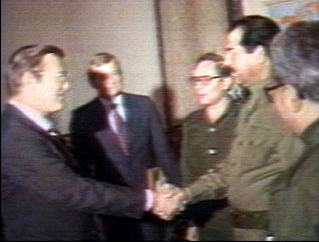
Donald Rumsfeld möter Saddam Hussein i Bagdad 1983

Under den iranska revolutionen 1979 hade ayatolla Khomeini manat till resning bland Iraks shiamuslimer, något som Saddam Hussein tolkade som en implicit krigsförklaring. Av Iraks befolkning var en majoritet shiitiska araber och förebärande hotet om nationell söndring och resning från shiiternas sida valde Saddam att anfalla Iran. Iran–Irak-kriget, som inleddes med en offensiv mot det oljerika Khuzestan den 21 september 1980, skulle emellertid utvecklas till ett åtta år långt skyttegravskrig som oftast uppvisade föga rörlighet. Det kom att kosta cirka en miljon liv, till stor del civila och barnsoldater. Större delen av västvärlden och hela arabvärlden med undantag av Syrien ställde sig på Iraks sida, med anledning av det uppfattade hotet om spridning av islamisk fundamentalism respektive shiitisk nationalism, och bistod Irak med vapenleveranser och pengar. Den amerikanska Reaganadministrationen bistod Irak med 40 miljarder dollar i lån och "bistånd" men sålde också vapen till Iran, främst av ekonomiska motiv.[källa behövs] Under den utdragna kampen var Irak den formellt underlägsna men avsevärt bättre organiserade och tekniskt utrustade parten med hundratals generellt sett mer välutrustade divisioner. 
Omfattande kurdiska uppror i norra Irak ledde till den 1986 inledda kampanjen benämnd Operation Anfal, som 1988 kulminerade med kemiska bombnedfall på staden Halabja, där 5 000 kurder gasades ihjäl av irakisk militär. Sammanlagt tros kampanjen, som intensifierats sedan vapenstillestånd slutits med Iran 1988, kostat 120 000 kurder livet. Saddam Husseins person var från denna punkt förknippad med hat och terror, och för kurder liksom shiamuslimska araber sågs han som en blodbesudlad tyrann och massmördare. Han lämnades även av sin hustru Sajida 1989 sedan hennes bror, försvarsminister Adnan Khairallah, under oklara omständigheter omkommit i en helikopterkrasch, troligtvis som del av en utrensningsaktion.
Han överlevde ett flertal kupp- och mordförsök, bland annat ett i Dujail 1982 där han var på besök för att prisa befolkningens tålamod och offervilja i kampen mot Iran. En granat kom flygande mot honom men presidenten lyckades värja sig och undkom. Sedan han satt sig i säkerhet och fått veta att en shiamuslim gripits som attentatsman, sägs han ha gett order om att utplåna alla byns shiiter. Incidenten kom att slutgiltigt bryta ner det shiitiska samfundets förtroende för hans styre.

### Styre under 1990-talet
Sedan förhållandet till USA avsevärt försämrats i samband med den ekonomiska krisen som följde på det åtta år långa kriget mot Iran beordrade Saddam Hussein den irakiska armén att ockupera grannlandet Kuwait den 2 augusti 1990. Inom några månader hade emellertid den nye amerikanske presidenten George H.W. Bush fått över FN på sin sida och lyckades efter några månaders intensiva förhandlingar och påföljande strider driva ut de irakiska styrkorna ur Kuwait i ett kort men för Irak kostsamt krig. Sedan Kuwait säkrats avstod FN-styrkan emellertid från att gå vidare in i Irak, och kritiker har menat att president Bush och general Norman Schwarzkopf i praktiken utfärdade en blankocheck för att slå ned stundande shiitiska och kurdiska uppror. För många förutspådde nederlaget Saddams förestående undergång, men han behöll sin starka ställning med hjälp av omfattande utrensningar från säkerhetspolis och militär. Shiiterna, som lett resningar i samband med kriget i hopp om att vinna självständighet straffades på nytt med blodiga massakrer, sedan internationellt stöd till rebellerna uteblivit.
Under och efter Kuwaitkriget införde FN:s säkerhetsråd en serie omfattande sanktioner mot Irak som kompletterades av amerikanska och brittiska angrepp från krigsfartyg och stridsflyg. Den sociala och ekonomiska situationen i landet, som i början av 1980-talet hade ett av regionens modernaste sjukvårdssystem och satsat stort på infrastruktur, blev snabbt katastrofal. Bland annat matproduktionen i landet drabbades hårt när oljeexporten upphörde, men amerikanska förhoppningar om att hunger skulle leda den krigströtta befolkningen till uppror mot regeringen gick om intet. Det var i detta allt mer krisartade läge som Saddam Hussein började överge bilden av sig själv som progressiv nationalist och istället lät sig framställas som en from muslim. På den irakiska flaggan lades 1991 frasen "Gud är större" till i Saddams egna handstil, och för att samla stöd från den dittills marginaliserade och rebelliska religiösa oppositionen infördes i viss utsträckning till och med sharialagar. År 1997 lär han ha låtit skriva en upplaga av Koranen med 27 liter av sitt eget blod, men flera västerländska diplomater i Bagdad avfärdade det hela som ett orealistiskt och fejkat PR-trick.
Däremot bidrog denna tio år långa bojkott till att runt en halv miljon irakiska barn dog av enkla barnsjukdomar och akut undernäring till följd av landet förbjöds att importera mediciner och livsmedel. Detta var ett pris som USA:s utrikesminister Madeleine Albright tyckte var acceptabelt för att tvinga Irak att gå med på alla krav gällande massförstörelsevapen. Som oinskränkt ledare för såväl Baathpartiet som statsapparaten lät Saddam sig 1995 omväljas till president i en folkomröstning. Samma år flydde även två av Saddam Husseins svärsöner, Hussein Kamel och Saddam Kamel, med sina hustrur Raghada och Rana till Jordanien och gav information om Iraks program för kemiska och biologiska vapen. År 1996 lurades de att återvända till Irak och avrättades.
Saddam Hussein omvaldes enhälligt till presidentposten i en ny folkomröstning 2002, där såväl valdeltagandet som stödet för honom enligt irakiska medier uppgick till 100,0 procent. Efter ett flertal anmälningar om innehav av förbjudna vapen i Säkerhetsrådet, där FN krävde att en vapeninspektion skulle företas innan en eventuell intervention kom på fråga, påbörjade USA:s president George W. Bush en hätsk kampanj mot Irak i sina tal i både USA och inför FN. Som chef för FN:s vapeninspektion Unmovic utsågs Hans Blix, tidigare folkpartistisk utrikesminister under Ola Ullstens ministär. Efter ett flertal inspektioner kom till stånd, konstaterade Blix att man inte funnit fog för de amerikanska anklagelserna. Bush upprepade dock påståenden om befintliga massförstörelsevapen och stöd till terrorism, och USA inledde med Storbritannien och sina andra allierade en militär upprustning kring Persiska viken 2002. När förhandlingarna drog ut på tiden valde Bush att den 18 mars 2003 intensifiera USA:s bombningar av landet.

### Irakkriget

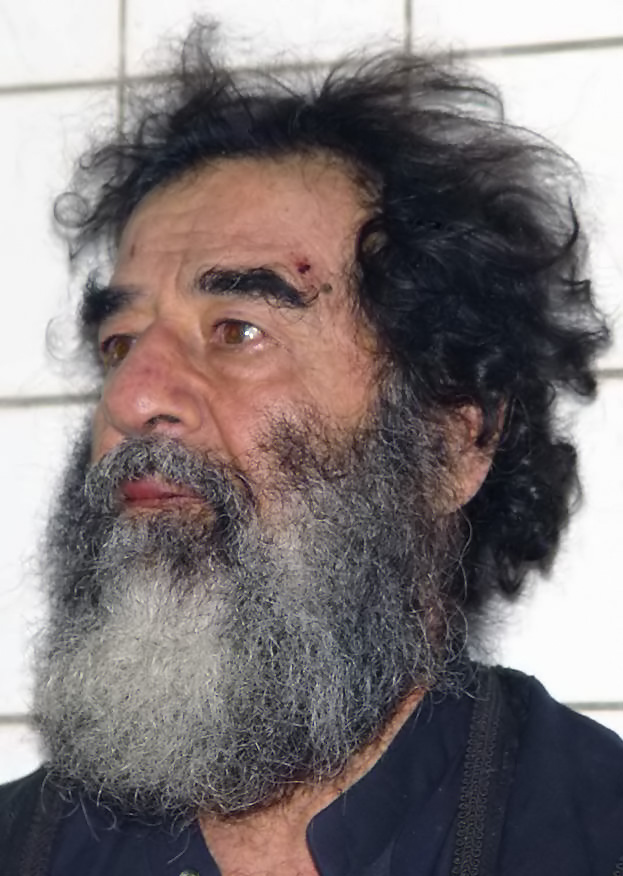
Saddam Hussein då han fångades 2003.

Sedan George Bushs ultimatum om att Saddam Hussein och hans närmaste skulle lämna Irak inom 48 timmar avböjts, inledde de USA-ledda styrkorna en fullskalig invasion från Kuwait den 20 mars 2003. På grund av Iraks sedan åratal tillbaka militära och ekonomiska stagnation, samt den irakiska arméns skriande brist på moral att slåss för Saddam mot övermakten, bröt motståndet samman inom några veckor. Koalitionsstyrkorna tågade in i Bagdad den 9 april men Saddam var vid den tidpunkten försvunnen. Hans söner, Uday Hussein (född 1964) och Qusay Hussein (född 1966), valde emellertid att stanna i Bagdad och dödades i en eldstrid med amerikanska trupper i Mosul den 22 juli. De tre döttrarna samt hustrun hade då flytt till Jordanien. Saddam Hussein själv lokaliserades och greps nära Tikrit den 13 december 2003 av amerikanska styrkor, vilket offentliggjordes dagen efter. Några spår av de påstådda massförstörelsevapnen hittades dock aldrig.

## Rättegång och död

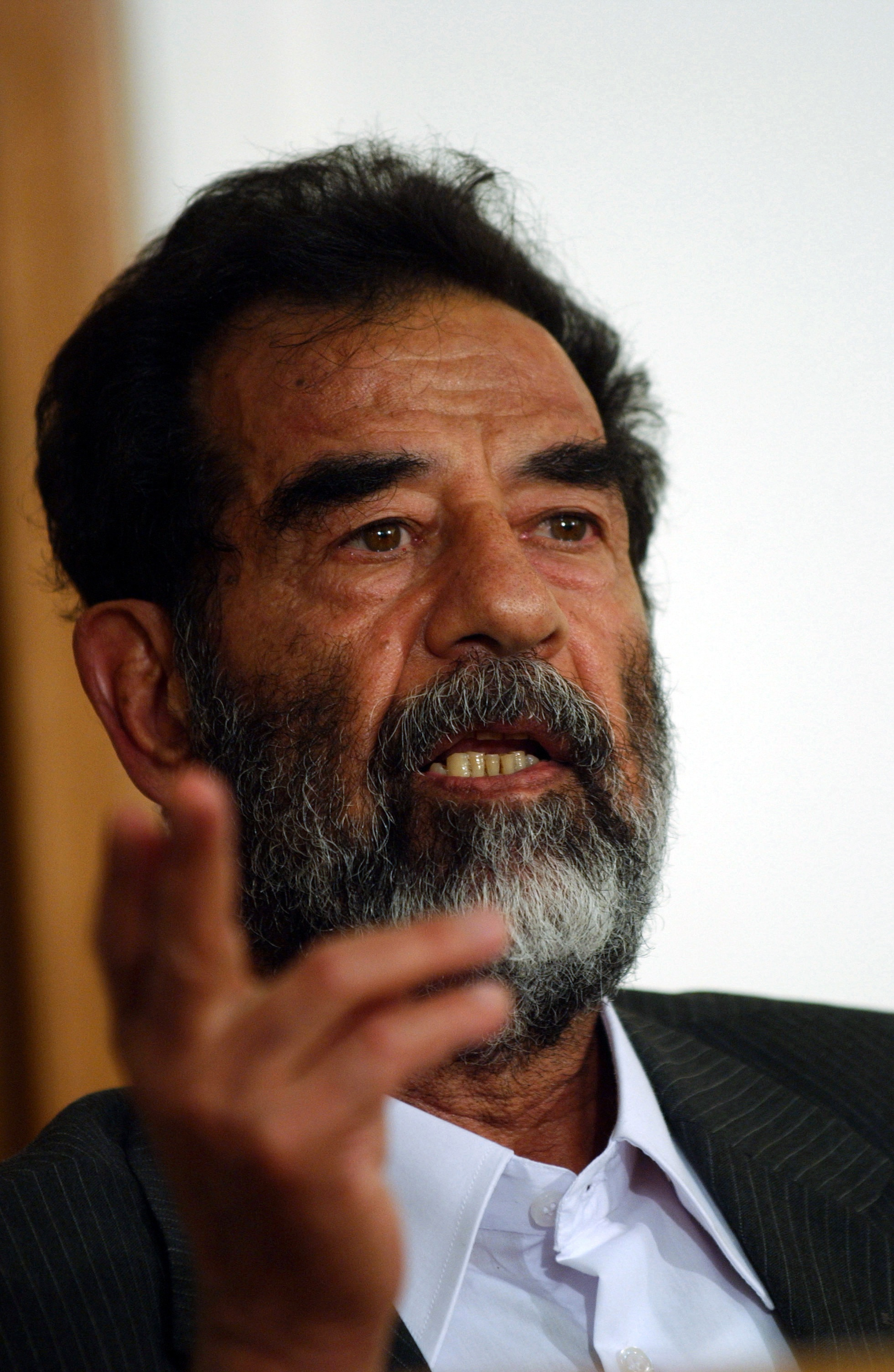
Saddam Hussein 2004 under rättegångarna.

I oktober 2005 inleddes den första rättegången mot Saddam, inför den av den irakiska övergångsregeringen instiftade Tribunalen i Irak, för brott begångna under hans ledarskap. Första åtalspunkten gällde massakern i Dujail, där 148 civilpersoner ska ha avrättats som en hämnd efter ett misslyckat attentat mot Saddam Hussein. Åtalet blev dock uppskjutet till den 28 november, då Saddam Husseins advokater krävde mer tid till förberedelser. Han stod anklagad för massaker, folkmord, krigsförbrytelse och brott mot mänskligheten. Saddam avvisade under hela rättegången domstolens legitimitet och vägrade bland annat att uppge sitt namn på direkt fråga från domaren. Rättegången präglades också relativt ofta av oro i rättssalen.
Den 5 november 2006 dömdes Saddam Hussein till döden genom hängning, anklagad för brott mot mänskligheten. Dödsstraffet verkställdes den 30 december 2006 klockan 6.05, lokal tid. Man valde att filma proceduren, men endast förberedelserna sändes på TV (utan ljud) för att folk skulle få vara säkra på att han inte lever längre. En film av hela avrättningen (inklusive ljud) tagen i smyg med en mobilkamera spreds dock över internet strax efter händelsen; den visade att avrättningen hade genomförts på ett förnedrande och stökigt sätt. När det blev känt att diktatorn avrättats utbröt glädjescener i många irakiska städer, men avrättningen fördömdes av officiella talesmän för många regeringar och organisationer världen runt.
Det bör noteras att större delen av de dödsfall han rimligen var ansvarig för, däribland de över miljoner döda personer i kriget mot Iran, de hundratusentals som massakrerades under al-Anfalkampanjen och de ytterligare hundratusentals i mat- och medicinbrist till följd av FN-sanktioner, samt ytterligare hundratusentals döda i samband med Kuwaitkriget och rensningarna i södra Irak 1991, hölls utanför rättegången. Det kunde försvaras med att en domstolsgranskning av dessa områden hade blivit orimligt långvarig, men det betydde också att domstolen inte fick någon insyn i hur beslutsprocesser hade gått till och om andra ledande personer kunde ha varit medansvariga eller pådrivande. Domstolsfrågan gällde de 148 shiaaraber som mördats i byn Dujail 1982, vilket orsakade ilska bland kurdiska grupperingar som inte fick tillfälle att få Halabja-massakern utredd. Vissa andra bedömare, framförallt i Irak och USA, såg blint förbi det faktum att Saddam formellt fick förbli ostraffad för de flesta av sina handlingar; man ansåg att det viktigaste var att hans person undanröjdes.

### Reaktioner på avrättningen
Reaktionerna på avrättningen i tredje världen bestod alltjämt i fördömanden. I Indien demonstrerade hundratusentals människor för Saddam Husseins frigivning och kommentatorer förklarade rättsprocessen olaglig.
Reaktionerna i väst var blandade efter att dödsdomen verkställts. USA:s president George W. Bush kommenterade händelsen med att det var "ett stort steg för Irak på vägen mot demokrati" och att den forna diktatorn fått det straff han förtjänade. I Europa ansåg man allmänt att det visserligen var korrekt att han straffades för sina brott men att det var fel att avrätta honom, domen borde i stället blivit livstids fängelse. Sveriges utrikesminister Carl Bildt och hans nyss avgångne företrädare Jan Eliasson, sedermera FN:s vice generalsekreterare, delade denna uppfattning.
Kritik riktades vidare mot att Saddam bara dömdes för massakern i Dujail. Brotten i samband med anfallskrigen mot Iran och Kuwait och terrorn mot den egna befolkningen, inklusive massmorden på kurder (däribland giftgasbombningen av Halabja) berördes inte alls i rättegången; därmed förlorades ett viktigt tillfälle att belysa frågor om hur besluten hade fattats.
Andra säkerhetspolitiska experter på Mellanöstern, religionshistoriker med flera varnade för att Saddam Hussein nu skulle bli en martyr för såväl den brokigt sammansatta upprorsrörelsen i Irak som olika terroristorganisationer runt om i världen och att följden kan bli att våldet i Irak trappas upp ytterligare.
Kritik framförs efter att det kommit fram att Saddam hånades på ett odisciplinerat sätt av sina bödlar medan han stod på schavotten, vilket kunde beläggas med smygtagen film från en mobiltelefonkamera. Saddams avrättning är en av de första större nyhetshändelser där en "officiell" video och en inofficiellt spridd amatörvideo ställts mot varandra direkt efter händelsen och gett radikalt olika bilder av vad som pågått. 
Saddam begravdes tidigt på nyårsaftons morgon i sin födelseby Awja nära Tikrit. I samma grav ligger sönerna Uday Hussein och Qusay Hussein som dödades av amerikanska soldater 2003. Jordfästningen i familjegraven skedde mindre än 24 timmar efter avrättningen i Bagdad, enligt muslimsk sed.

## Familj

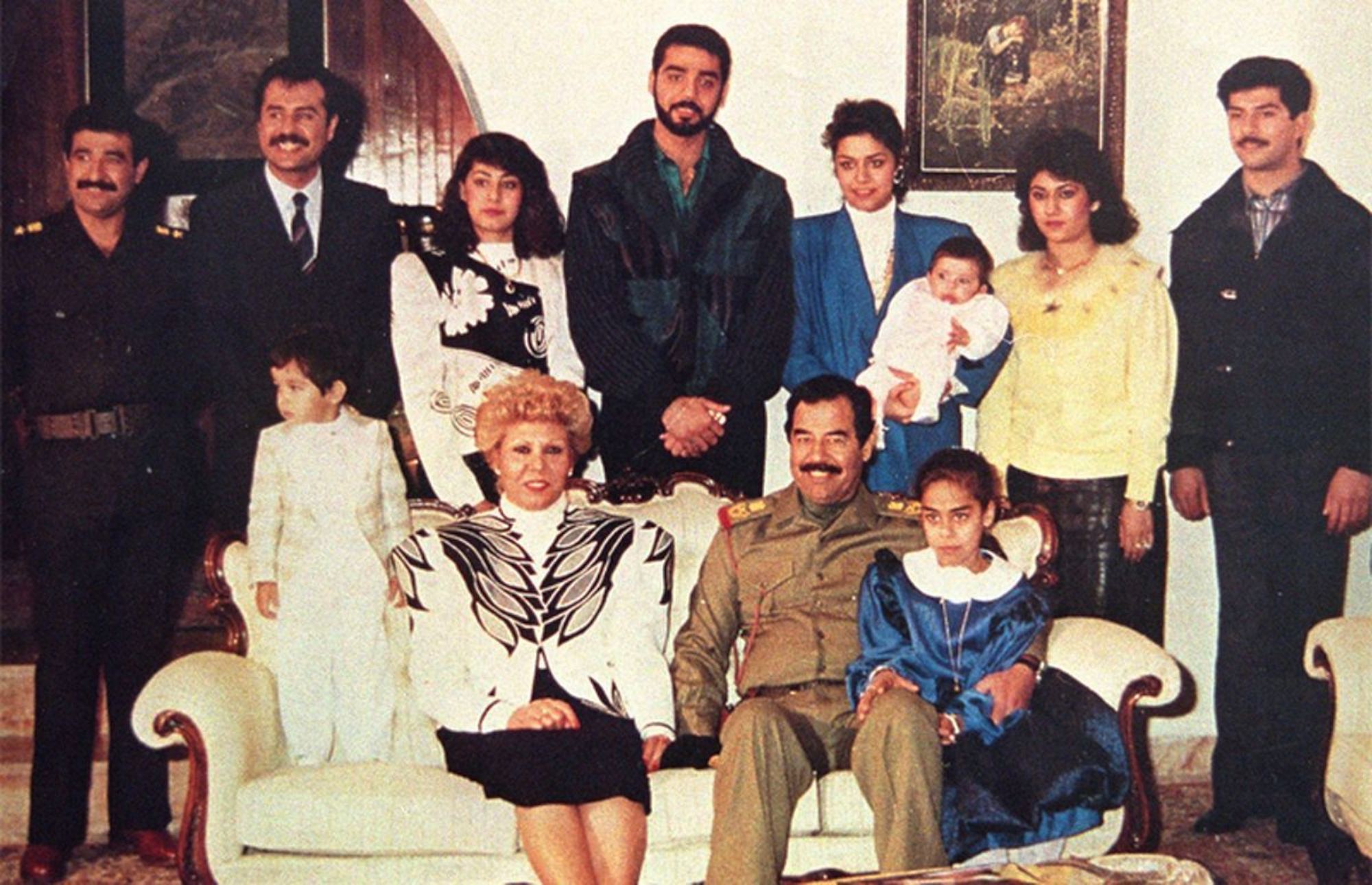
Saddam Hussein med familj, fotografi från mitten av 1980-talet.

- Sajida Khayr Allah Talfah (arabiska: ساجدة خيرالله طلفاح) var kusin och första hustrun till Saddam Hussein, och fick tillsammans med honom de två sönerna och de tre döttrarna, Raghad, Rana och Hala. Hon blev gift med Saddam 1963. Innan dess var hon skollärare.
- Uday Hussein (18 juni 1964–22 juli 2003) var Saddam Husseins äldste son. Han dödades av amerikanska styrkor kort efter invasionen av Irak.
- Qusay Hussein (17 maj 1966–22 juli 2003) var Saddam Husseins andre son. Han dödades, tillsammans med sin äldre bror och sin 14-årige son Mustapha Qusay, av amerikanska styrkor kort efter invasionen av Irak.
- Raghad Hussein (född 2 september 1968) är äldsta dottern och flydde till Jordanien efter kriget.
- Rana Hussein (arabiska: رنا صدام حسين) (född 1969) är den andra dottern. Även hon flydde till Jordanien.
- Hala Hussein är tredje dottern. Mycket lite är känt om henne.
- Samira Shahbandar var Saddam Husseins andra hustru.